# Le Prince heureux et autres contes
Le Prince heureux et autres contes (en anglais : The Happy Prince and Other Tales) est un recueil de nouvelles d'Oscar Wilde publié en 1888. 
Ce recueil contient : Le Prince heureux, Le Rossignol et la Rose, Le Géant égoïste, L'Ami dévoué, La Fusée remarquable.

## Le Prince heureux(The Happy Prince)
Résumé
Une nuit d'automne, une hirondelle, attardée dans sa migration, arrive au-dessus d'une ville dans laquelle se trouve une statue d'un prince décédé. Ce prince, surnommé le "Prince Heureux", était aimé de tous. Sa statue est recouverte de fines feuilles d'or, a pour yeux deux superbes saphirs, et un grand rubis est incrusté sur le pommeau de son épée. L'hirondelle fatiguée se pose à son côté, admirative devant tant de grâce et de richesse.

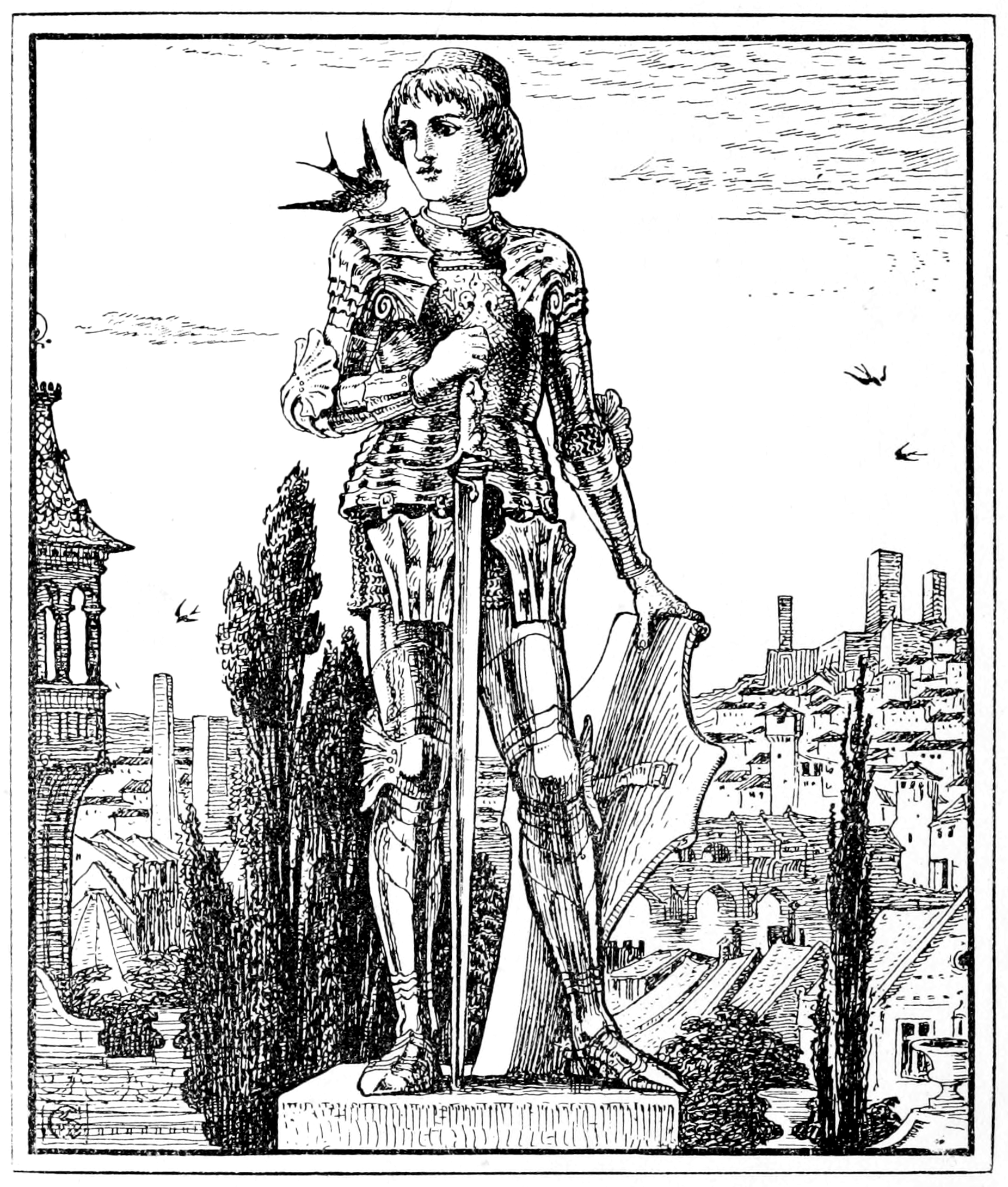
Planche 1 dans l'édition originale, dessin et gravure de Walter Crane et Jacomb Hood.

Alors qu'elle se repose à ses pieds, elle sent des gouttes d'eau tomber sur son plumage : le prince, qui fut heureux de son vivant dans son somptueux palais, pleure à présent la triste situation de son peuple. De son piédestal doré, il est témoin de toute leur misère.
Le bon prince demande alors à l'hirondelle de prendre le rubis de son épée, et de le porter à une jeune femme qui souffre de la faim et dont l'enfant, faute de soins, est victime de la fièvre. Le lendemain, il ordonne à l'hirondelle d'offrir un saphir qui lui tient lieu d'œil pour assurer les soins d'un grand-père malade. Le second saphir servira à sauver du désespoir une petite vendeuse d'allumettes.
Maintenant aveugle, le prince demande à l'hirondelle un peu de son temps pour l'aider à soulager les malheurs de la population de sa ville. Chaque jour qui suit, l'hirondelle prend son envol, avec dans son bec une des feuilles d'or ornant le prince, pour l'offrir à des gens dans le besoin.
Au fur et à mesure que la statue se découvre, le peuple du prince retrouve le sourire.
Bientôt, la statue totalement dégarnie est devenue une vulgaire statue de pierre.
L'hirondelle s’adresse alors à la statue "Mon prince, je vais devoir vous quitter à présent." "Tu t'en vas rejoindre les tiens, dans les pays du sud ?" "Hélas mon prince, je n'en ai plus la force, et l'hiver est déjà là. Je vais mourir."
Alors que l'hirondelle s'effondre sur le sol gelé, un craquement sec se fait entendre. Le cœur de pierre de la statue du prince, s'est brisé.
Le matin suivant, les habitants décrètent que cette statue sans ornements ne peut représenter dignement le Prince Heureux. Le corps en pierre du prince éclate en mille fragments lorsqu'il est abattu.
Mais ni le prince, ni l'hirondelle ne s'en soucient. Un ange est venu du ciel, touché par leur bonté, et a ramassé le corps de l'oiseau et le cœur brisé du prince. Ils sont, pour toujours, heureux au paradis.